# Departamentul La Paz, El Salvador
Departamentul La Paz (Pacea) este una dintre cele 14 unități administrativ-teritoriale de gradul I  ale statului  El Salvador. La recensământul din 2007 avea o populație de 308.087 locuitori. Reședința sa este orașul Zacatecoluca. A fost fondat în 1852. Pe teritoriul departamentului se află peșteri ce cuprind scrieri preistorice.